# Franz Dospiel

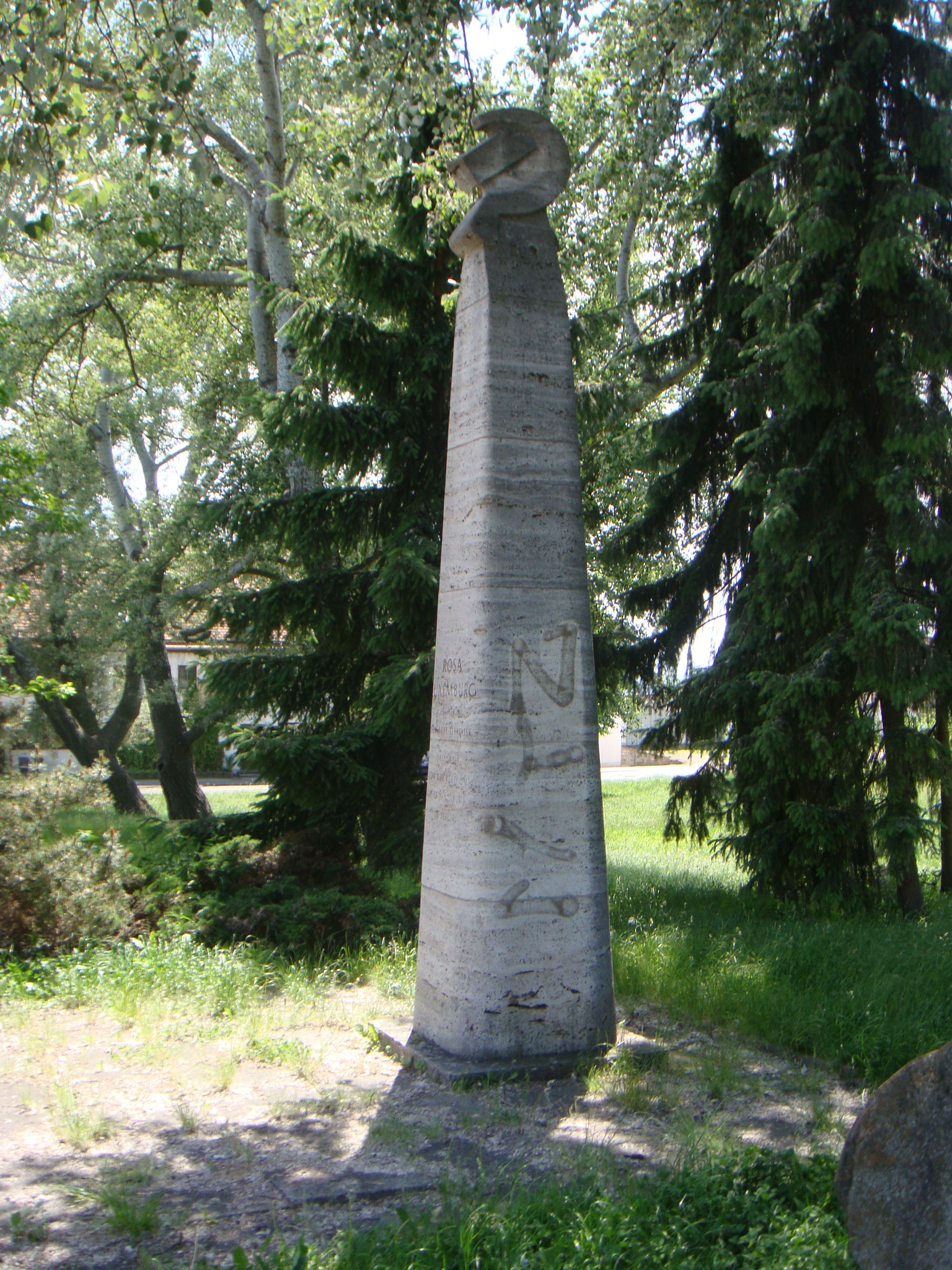
Rosa-Luxemburg-Denkmal von Siegfried Tschierschky und Franz Dospiel 1959

Franz Dospiel (* 1906; † 1995) war ein deutscher aus der Tschechoslowakei vertriebener Steinbildhauer.

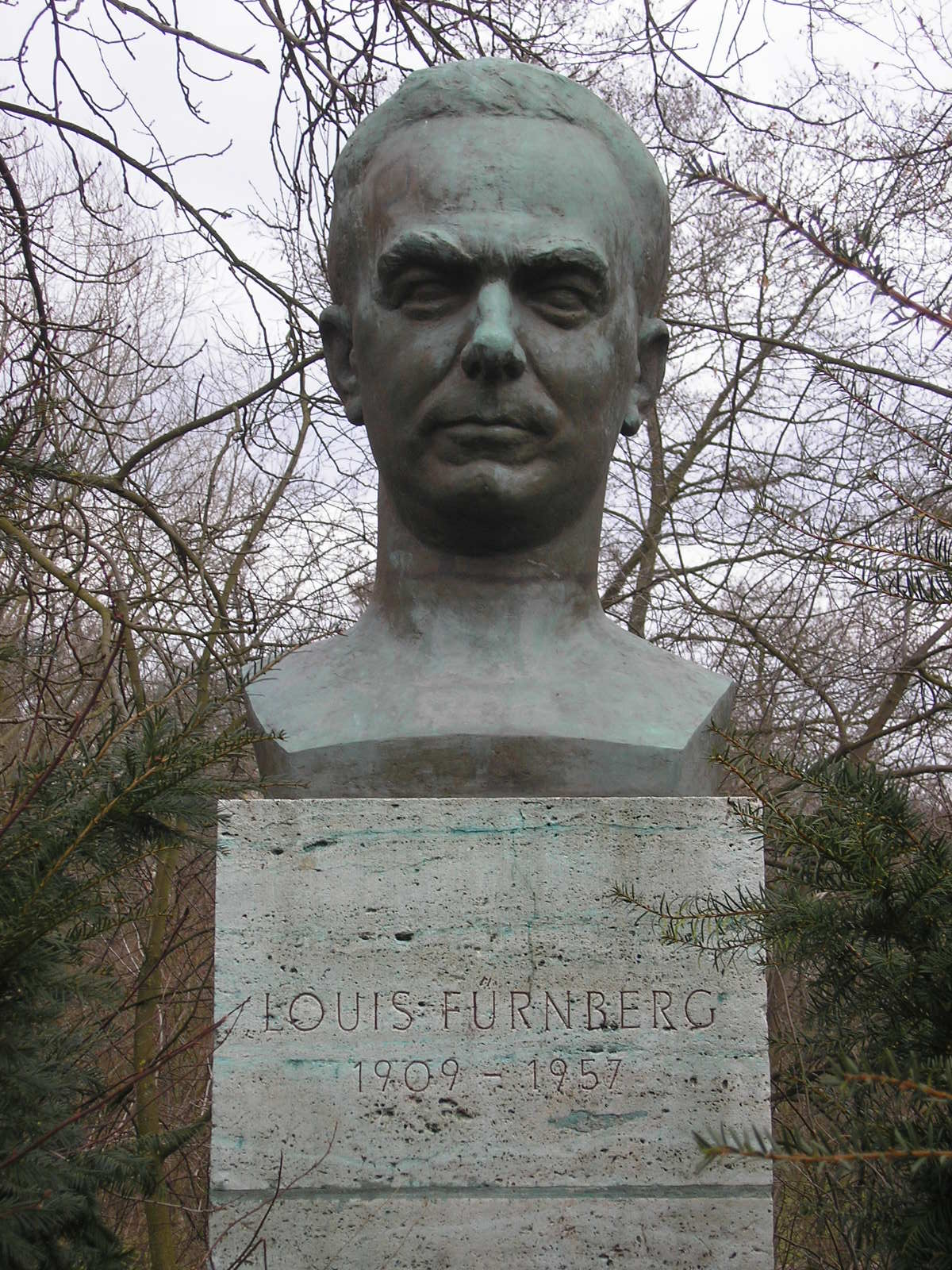
Louis-Fürnberg-Denkmal im Park an der Ilm

## Leben
Franz Dospiel betrieb von 1931 bis 1937 eine eigene Firma in Reichenberg (Liberec) und von 1938 bis 1945 in Böhmisch-Leipa (Česká Lípa). Dospiel gründete 1946 in Weimar wiederum einen Steinmetzbetrieb. Er schuf zahlreiche Kopien der Weimarer Parkarchitektur, im Fall des Louis-Fürnberg-Denkmals auch einen Sockel für ein Original. Den Bronzekopf für das monumentale Denkmal für Louis Fürnberg nahe dem Weimarer Stadtschloss im Park an der Ilm schuf 1961 Martin Reiner. Fürnberg, der in Weimar am 23. Juni 1957 verstarb, stammte wie auch Dospiel und Martin Reiner aus der Tschechoslowakei. Dospiels wesentliche Bedeutung liegt auf dem Gebiet der Denkmalpflege bezüglich der Weimarer Parkarchitektur.
Die Künstler und Bildhauer Siegfried Tschierschky und Franz Dospiel errichteten einen schlanken Obelisken aus Travertin, den oben das proletarische Symbol Hammer und Sichel krönt. Die Inschrift gibt das Datum 30. April 1959 an. Der Platz seiner Errichtung in Schöndorf wurde 1945 in Rosa-Luxemburg-Platz benannt.
Siegfried Tschierschky war bis 1951 Leiter der Abteilung „Bildende Kunst“ der Weimarer Hochschule für Architektur und Bauwesen.

## Steinarbeiten (Auswahl)
- 1953 Portal am Gelben Schloß in der Kollegiengasse mit Tonndorfer Sandstein
- 1955 Konstantin-Denkmal im Tiefurter Park[6]
- 1955 Mozart-Denkmal
- 1957 Grabmäler Professor Abendroth (Entwurf Tschierschky) aus Beuchaer Granitporphyr
- 1961 Sockel für das Louis-Fürnberg-Denkmal
- 1962 Brunnen am Haus der Frau von Stein mit Elbsandstein erneuert
- 1962 Musentempel
- 1966 Erneuerungen am Rathaus mit Elbsandstein
- 1966 Brunnensäule am Geleitbrunnen[7]
- 1968 Schlangenstein im Park an der Ilm[8]
- Arbeiten an den sowjetischen Ehrenfriedhöfen im Park an der Ilm und in Belvedere